# Пирис, Роберт
Роберт Айртон Пирис Да Мотта (исп. Robert Ayrton Piris Da Motta; родился 26 июля 1994 года в Сьюдад-дель-Эсте) — парагвайский футболист, опорный полузащитник клуба «Серро Портеньо» и сборной Парагвая.

## Клубная карьера
Пирис — воспитанник клуба «Рубио Нью». 13 мая 2010 года в матче против «Спортиво Лукеньо» он дебютировал в парагвайской Примере. Первые два сезона Роберт не проходил в основной состав и редко появлялся на поле. В 2012 году он выиграл конкуренцию и стал основным полузащитником клуба. 2 октября 2014 года в поединке против «12 октября» Пирис забил свой первый гол за «Рубио Нью».
Летом 2015 года Роберт перешёл в столичную «Олимпию». 5 июля в матче против «Спортиво Лукеньо» он дебютировал за новый клуб. В том же году Пирис стал чемпионом страны. 
Летом 2016 года Роберт вернулся в «Рубио Нью». В начале 2017 года Пирис перешёл в аргентинский «Сан-Лоренсо». Сумма трансфера составила 750 тыс. евро. 8 апреля в матче против «Атлетико Сармьенто» он дебютировал в аргентинской Примере. Летом 2018 года Пирис подписал контракт на четыре года с бразильским «Фламенго». Сумма трансфера составила 2,5 млн. евро. 12 августа в матче против «Крузейро» он дебютировал в бразильской Серии A. В составе клуба Роберт стал чемпионом страны и  выиграл Кубок Либертадорес. В 2020 году Пирис на правах аренды перешёл в турецкий «Генчлербирлиги». 19 сентября в матче против «Кайсериспора» он дебютировал в турецкой Суперлиге. 6 января 2021 года в поединке против «Хатайспора» Роберт сделал «дубль», забив свои первые голы за «Генчлербирлиги». 
В начале 2022 года Пирис вернулся на родину, подписав контракт с «Серро Портеньо». 14 февраля в матче против столичного «Насьоналя» он дебютировал за новую команду. 26 сентября в поединке против «Такуари» Роберт забил свой первый гол за «Серро Портеньо». 

## Международная карьера
В 2011 году в составе юношеской сборной Парагвая Пирис принял участие в юношеском чемпионате Южной Америки в Эквадоре. На турнире он сыграл в матчах против команд Чили, Венесуэлы, Уругвая и Бразилии.
В начале 2013 года в Пирис стал серебряным призёром молодёжного чемпионата Южной Америки в Аргентине. На турнире он сыграл в матчах против команд Аргентины, Эквадора, Уругвая и Колумбии.
Летом того же года Роберт принял участие в молодёжном чемпионате мира в Турции. На турнире он сыграл в матче против команды Мали, Мексики, Греции и Ирака.
28 мая 2016 года в товарищеском матче против сборной Мексики Пирис дебютировал за сборную Парагвая.
В 2016 году Пирис принял участие в Кубке Америки в США. На турнире он сыграл в матчах против команд Коста-Рики и Колумбии.

## Достижения
Командные
 «Олимпия» (Асунсьон)
- Победитель парагвайской Примеры — Клаусура 2015

 «Фламенго»
- Победитель бразильской Серии A (2) — 2019, 2020 (не играл)
- Обладатель Кубка Либертадорес — 2019
- Финалист Кубка Либертадорес — 2021
- Обладатель Рекопы Южной Америки — 2020 (не играл)
- Чемпион штата Рио-де-Жанейро (2) — 2019, 2020 (не играл)

Международные
 Парагвай (до 20)
- Вице-чемпион Молодёжного чемпионата Южной Америки — 2013